# Stig Hjarvard
Stig Hjarvard (født 16. januar 1960) er en dansk professor, der forsker i forholdet mellem samfund, kultur og medier. Han er i dag ansat ved Institut for Medier, Erkendelse og Formidling, Københavns Universitet som professor i medievidenskab. Han blev mag.art. i litteraturvidenskab i 1988 samt tog sin ph.d. i medievidenskab i 1994. Han har efterfølgende bl.a. været ansat som professor i journalistik ved Roskilde Universitet i 2002, forskningsadjunkt ved Institut for Film- og Medievidenskab, Københavns Universitet fra 1993 til 1994 og lektor ved Institut for Film- og Medievidenskab, Københavns Universitet fra 1995 til 2001.
Han har været forfatter eller redaktør til en række publikationer, bl.a. En verden af medier. Medialiseringen af politik, sprog, religion og leg (2008), Det selskabelige Samfund (2005), Medialisering: Mediernes rolle i social og kulturel forandring (2016, redaktør) og Media in a Globalized Society (2003, redaktør).